# Rio Cocoş (Ilişoara)
O Rio Cocoş é um rio da Romênia, afluente do Ilişoara Mare, localizado no distrito de Mureş.